# Peter Fanconi
Peter A. Fanconi (* 1967 in Poschiavo) ist ein Schweizer Manager, Investor und Bankpräsident der Graubündner Kantonalbank (GKB).

## Herkunft
Peter Fanconi wurde in Poschiavo, einer politischen Gemeinde im südlichen Kanton Graubünden, geboren, wo seine Familie seit mehreren Generationen ansässig ist, darunter sein Großvater, der Kinderarzt Guido Fanconi. Aufgewachsen ist er in Zumikon. Sein Vater Andreas Fanconi war Inhaber eines Lehrstuhls für Pädiatrie an der Universität Zürich und Direktor des Kinderspitals Zürich. Sein Lizenziat der Rechtswissenschaften erlangte er an der Universität Zürich.

## Berufliche Laufbahn
Erste unternehmerischer Erfahrungen machte er mit der Gründung einer Weinhandlung, die er mit 18 Jahren öffnete und mit 21 Jahren verkaufte. Nach dem Studium begann Fanconi 1995 in St. Gallen als Senior Consultant bei SCG St. Gallen Consulting Group AG. In den Jahren 1997 bis 2001 war er Gründungsmitglied und Co-CEO der MAP Group AG, einem Unternehmen, das von der PricewaterhouseCoopers AG übernommen wurde. Von 2001 bis 2003 war er Managing Partner Corporate Finance der PricewaterhouseCoopers AG in Zürich. Von 2003 bis 2009 folgte ein Posten als CEO und Vizepräsident des Verwaltungsrates der Hartcourt Investment Consulting AG, Zürich, ein Unternehmen, das an die Bank Vontobel AG verkauft wurde. Im Anschluss war Fanconi von 2009 bis 2012 als CEO für Private Banking und Mitglied der Gruppenleitung der Bank Vontobel AG, Zürich.
Seit Januar 2013 ist er CEO der Blue Orchard Finance S.A., einer 90-prozentigen Tochtergesellschaft und Mikrofinanz-Institution der Vermögensverwaltung Schroders. Seit 2014 gehört Fanconi dem Bankrat der Graubündner Kantonalbank (GKB) als Präsident an und ist Vorsitzender der Strategiekommission. Zuletzt wurde Fanconis dritte Amtsperiode als Bankpräsident 2021 bis 31. März 2026 verlängert. In seinen Verantwortungsbereich fiel im Jahre 2022 der Einstieg der GKB mit 70 Prozent in die BZ Bank des Investors Martin Ebner mit einem verwalteten Vermögen von 11,6 Milliarden Schweizer Franken.
Am 25. Juli 2024 erklärte die Graubündner Kantonalbank, Fanconi werde als DGKB-Präsident vorzeitig zur Partizipationsversammlung im März 2025 zurücktreten. Er wird das Amt noch bis Ende Juni 2025 ausüben. Zu seinem Nachfolger wurde Heinz Huber gewählt, derzeitiger CEO von Raiffeisen Schweiz.

## Weitere Unternehmungen, Mandate und Mitgliedschaften
Seit 2016 hält Fanconi persönliche Gesellschafteranteile der Getränkefirma Vivi Kola und investierte 2023 somit in deren gegründete Dachgesellschaft Vicollective AG in Eglisau mit der Kaffeehauskette Vicafe.
Seit 2009 ist er Mitglied des Verwaltungsrates der Polaris AG; seit 2010 Mitglied des Verwaltungsrates der Not Guilty AG, seit 2012 Mitglied des Verwaltungsrates der Blue Orchard Finance S.A. (Mikrofinanz) und seit 2013 Mitglied des Verwaltungsrates der Liechtensteinischen Landesbank, Vaduz. Von 2020 bis Ende Oktober 2022 war er VR-Präsident der Privatbankengruppe EFG International. Auch ist er Vizepräsident des Verwaltungsrats der Deutschen Bank (Schweiz) AG. Ebenfalls ist er Mitglied im Stiftungsrat der Giovanni Segantini Stiftung des Segantini Museums in St. Moritz und Mitglied im Verwaltungsrat der St. Moritz Tourismus AG. In Zürich ist er Vorstand des Vereins Nachwuchsförderung Sport und Präsident im Zentralvorstand des Grasshopper Clubs Zürich.

## Kritik
In Kritik geraten ist Fanconi Anfang 2024, als seine Bekanntschaft zu René Benko publik wurde, für dessen Signa Holding er über sein Netzwerk Konsortialkredite von Kantonalbanken – somit Staatsgarantien – in mehrstelliger Millionenhöhe empfahl, in deren Nachgang der Bankrat der GKB das externe Beratungsunternehmen Ernst & Young mit einer Untersuchung betraute, da auch die GKB einen 60-Millionen Frankenkredit an Benko vergeben hatte. Auch werden potentielle Interessenskonflikte untersucht, da Fanconi privat Genussrechte an Signa-Prime-Aktien hielt, die wiederum Miteigentümerin des Globus-Kaufhauses in Zürich ist, das als Sicherheit – laut dem Handelsregister Luxemburg ist die Immobilie an der Bahnhofsstrasse mit 757 Millionen Schweizer Franken bewertet –
für den GKB-Konsortialkredit dient.

## Privates
Fanconi ist verheiratet mit Daniela Fanconi, einer Journalistin beim Medienunternehmen Ringier, hat mit ihr eine gemeinsame volljährige Tochter und wohnt in St. Moritz.

## Publikationen
2015 verfasste Fanconi gemeinsam mit dem Finanzspezialisten Patrick Scheurle ein Buch unter dem Titel Small Money - Big Impact: Mikrofinanz: Eine Zukunft ohne Armut bei der NZZ (ISBN 978-3-03810-131-4). 

2021 veröffentlichte er mit Robert Bösch den Bildband 12 Stories, die Mut machen. Mit kleinem Einsatz Großes bewirken bei National Geographic Deutschland (ISBN 978-3-86690-770-6).